# Molco

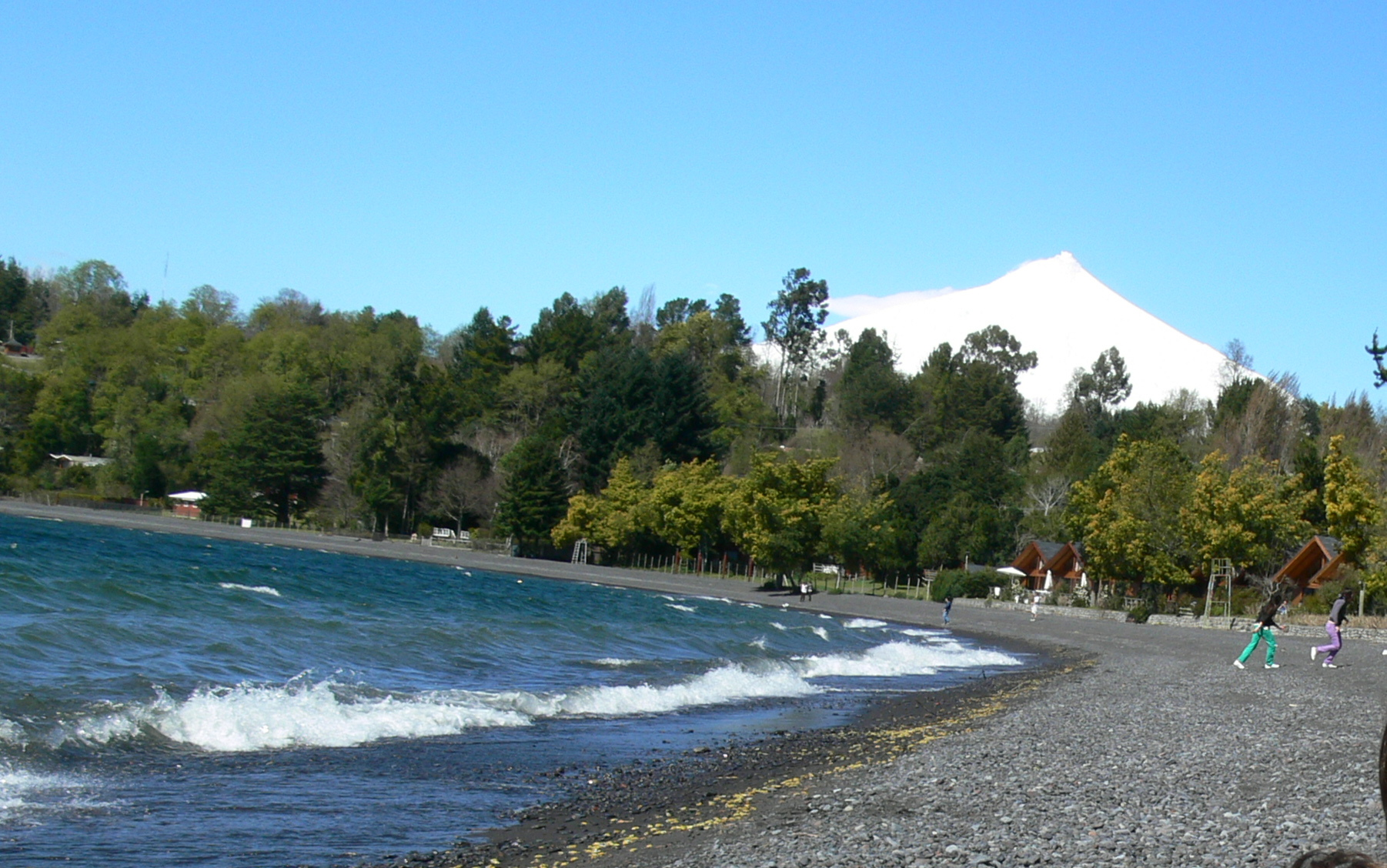
Playa Molco.

Molco es una localidad chilena perteneciente a la comuna de Villarrica, región de la Araucanía.

## Servicios
La localidad cuenta con una escuela municipal
, dos supermercados, una farmacia y cuenta con señal telefónica de todas las empresas.

## Ubicación
Está emplazada en la ribera sur del lago Villarrica, entre las ciudades de Villarrica y Pucón. Es aledaña al estero Molco, cuyo nombre en mapudungun significa «lugar donde brota el agua».[cita requerida] Puede accederse a la localidad a través de la Ruta CH-199.
Algunos de los sectores de la localidad son Molco Alto y Molco Bajo. == Referencias ==
1. 1 2  Molco
2. ↑  Escuela de Molco